# Muradnagar
Muradnagar (en bengali : মুরাদনগর) est une upazila du Bangladesh dans le district de Comilla. En 1991, on y dénombrait 417 204 habitants.